# ناحیه بولامبولی
ناحیه بولامبولی (به لاتین: Bulambuli District) یک منطقهٔ مسکونی در اوگاندا است که در استان شرقی، اوگاندا واقع شده‌است. ناحیه بولامبولی ۱۲۵٬۴۰۰ نفر جمعیت دارد.